# Grand Prix de Fourmies féminin
Le Grand Prix de Fourmies féminin est une course cycliste d'un jour féminine qui se tient tous les ans en France. Elle est créée en 2019 et intègre le Calendrier international féminin UCI, en classe 1.2.

## Palmarès
| Année | Vainqueur        | Deuxième           | Troisième                 |                  |
| ----- | ---------------- | ------------------ | ------------------------- | ---------------- |
| 2019  | Nguyễn Thị Thật  | Kaat Hannes        | Pascale Jeuland-Tranchant |                  |
| 2020  | annulé/abandonné | annulé/abandonné   | annulé/abandonné          | annulé/abandonné |
| 2021  | Pfeiffer Georgi  | Rachel Neylan      | Silvia Zanardi            |                  |
| 2022  | Clara Copponi    | Valentina Basilico | Maria Martins             |                  |
| 2023  | Marta Lach       | Sofie van Rooijen  | Marthe Truyen             |                  |
| 2024  | Silvia Zanardi   | Cat Ferguson       | Martina Alzini            |                  |
| 2025  |                  |                    |                           |                  |